# Саво Распоповић
Саво Распоповић (Мартинићи, 1879 — Шћепан До, Рубеж, Никшић, 28. децембар 1923) био је црногорски комитски војвода, официр, припадник зеленашког покрета и један од вођа Божићне побуне против уједињења Црне Горе са Србијом. Важио је за једног од најистакнутијих и најнепомирљивијих бораца за обнову црногорске државне независности након 1918. године.

## Биографија

### Младост и војна каријера
Рођен је 1879. године у селу Мартинићи, у племену Бјелопавлића, у тадашњој Књажевини Црној Гори. Потицао је из угледне породице. Као веома млад, отишао је у Бар, где је био питомац црногорског двора под заштитом књаза Николе. Захваљујући томе, упућен је на школовање у Италију, где је завршио престижну официрску школу. По повратку у Црну Гору, стекао је чин поручника, а касније и капетана у војсци Књажевине, односно Краљевине Црне Горе.
Активно је учествовао у Балканским ратовима (1912–1913), где се истакао храброшћу и војничким вештинама. До почетка Првог светског рата 1914. године, био је припадник елитног Краљевског жандармеријског кора, познатог под називом „Крилаши”. Ова јединица била је задужена за личну безбедност књаза Николе и одржавање реда у земљи, а чинили су је најодабранији и најспособнији војници.

### Први светски рат и комитовање
Након слома црногорске војске и капитулације Краљевине Црне Горе у јануару 1916, уследила је аустроугарска окупација. Саво Распоповић, као и многи други црногорски официри верни краљу Николи, одбио је да се преда и призна окупациону власт. Одметнуо се у планине и организовао једну од првих комитских група које су пружале оружани отпор окупатору. Његова група је дејствовала првенствено на подручју Бјелопавлића, Пипера и околних крајева. Током окупације, извршио је бројне нападе на аустроугарске патроле, жандармеријске станице и транспортне конвоје, наносећи им губитке и одржавајући морал становништва. Због своје неустрашивости и одлучности, брзо је стекао глас истакнутог комитског вође.

## Противник уједињења и Божићна побуна
Завршетак Првог светског рата донео је и крај постојања Краљевине Црне Горе као независне државе. Одлукама Велике народне скупштине српског народа у Црној Гори (познатије као Подгоричка скупштина) у новембру 1918. године, збачен је краљ Никола I Петровић и проглашено је безусловно уједињење са Краљевином Србијом, чиме је Црна Гора постала део новостворене Краљевине Срба, Хрвата и Словенаца.
Ове одлуке изазвале су дубоке поделе у црногорском друштву на „бјелаше” (присталице безусловног уједињења) и „зеленаше” (присталице очувања црногорске државности, било као независне државе или у конфедералном југословенском оквиру). Саво Распоповић је био један од најватренијих противника одлука Подгоричке скупштине, сматрајући их нелегалним и насилним чином укидања црногорске суверености.
Придружио се снагама које су, под вођством Крста Зрновог Поповића и других зеленашких првака, организовале оружану побуну против уједињења. Побуна је кулминирала на православни Божић, 6. и 7. јануара 1919. године, и остала је позната као Божићна побуна. Распоповић је био један од команданата устаничких снага у области Бјелопавлића. Међутим, побуна је била лоше организована и бројчано надјачана од стране српских трупа и бјелашких формација, те је брзо угушена. Након слома побуне, Распоповић, као и многи други зеленаши, није положио оружје већ је наставио борбу, прелазећи у герилски, односно комитски отпор.

## Зеленашки комита (1919–1923)

### Борбе и потере
Од 1919. године, Саво Распоповић постаје један од најпознатијих и најтраженијих зеленашких комита. Предводио је групу која је дејствовала у ширем рејону Никшића, Даниловграда и Подгорице. Њихове акције биле су усмерене против представника нове власти: жандармерије, војске и истакнутих бјелаша. Власти Краљевине СХС су га у званичним документима третирале као „одметника” и „хајдука”. За њим и његовим саборцима расписане су потернице са највећим новчаним уценама, уз налог да се хватају „живи или мртви”.
Његова комитска група извршила је низ смелих напада, заседа и диверзија. Ове акције су у зеленашким круговима и код дела народа сматране херојским делима отпора, док су их власти и бјелаши осуђивали као злочине и разбојништво. Борбе између зеленашких комита и југословенских снага безбедности биле су изузетно сурове, са жртвама на обе стране.

### Изгнанство у Италији
Суочен са сталним потерама и смањеном подршком, Распоповић се у јулу 1920. године, заједно са групом сабораца, тајно пребацио у Италију. Тамо је уточиште нашла црногорска војска у изгнанству, лојална краљу Николи, као и велики број зеленашких избеглица. Боравио је у камповима у Гаети и Формији, где је црногорска влада у егзилу, уз подршку Италије, покушавала да консолидује снаге за евентуални повратак у домовину и обнову независности. Распоповић је у Италији добио чин комитског војводе.
Међутим, међународне околности нису ишле наруку црногорској ствари. Након смрти краља Николе 1921. године и слабљења италијанске подршке, црногорска војска у Гаети је распуштена. Многим зеленашима је понуђена амнестија уколико се врате у Краљевину СХС и положе оружје. Распоповић је одбио такву могућност.

### Повратак и последње акције
У марту 1922. године, са мањом групом најоданијих сабораца, Саво Распоповић се тајно вратио у Црну Гору, решен да до краја настави борбу. По повратку је обновио комитске акције, које су постале још одлучније.
Најпознатија акција коју је његова група извела догодила се 22. септембра 1922. године код железничке станице Туђемили, на прузи Бар–Вирпазар. Према писању тадашње штампе, Распоповић и његови комити напали су воз и у једном вагону ликвидирали групу војника и жандарма. Лист „Народна ријеч” од 4. октобра 1922. известио је о осам убијених војника и једном жандарму, док је лист „Слободна мисао” писао о девет војника и два жандарма. Овај напад изазвао је жестоку реакцију власти, које су покренуле до тада највећу хајку на његову групу.

## Погибија
Крајем 1923. године, обруч око Распоповићеве групе се стезао. Велике војне и жандармеријске снаге из целог округа биле су ангажоване у потери. Дана 28. децембра 1923. године, Распоповић и његова пратња, у којој су били његов рођени брат Мујо и још десетак најистакнутијих комита, опкољени су у једној пећини у месту Шћепан До, у брдима Рубежа, недалеко од Никшића.
Уследила је вишечасовна неравноправна борба. Иако су били у безизлазном положају, Распоповић и његови саборци су одбили да се предају. Борили су се до последњег метка. У тој борби изгинули су сви, укључујући и војводу Саву Распоповића.
Након погибије, власти Краљевине СХС су њихова измасакрирана тела допремиле у Никшић. Тела су, као опомена другима, јавно изложена на снегу испред Саборне цркве Светог Василија Острошког. Око мртвих комита постројене су војне трупе, а направљена је и фотографија која је касније објављена у штампи. Овај чин изазвао је различите реакције, од одобравања присталица власти до згражавања и огорчења код присталица зеленашког покрета. Погибијом Саве Распоповића и његове групе, зеленашки комитски отпор у Црној Гори је практично угушен, иако су појединачне, мање групе наставиле да делују још неколико година.

## Наслеђе
Личност и дело Саве Распоповића и данас изазивају подељена мишљења, што је одраз дуготрајних историјских и политичких подела у Црној Гори. У званичној историографији Краљевине Југославије и касније СФРЈ, он је углавном представљан као одметник и непријатељ државе. Са друге стране, у круговима који су се залагали за обнову црногорске независности, а нарочито након 1990-их, Распоповић је слављен као национални херој, симбол отпора и мученик који је живот положио за право, част и слободу Црне Горе. Његов живот и борба су предмет књига, песама и историјских расправа, а његово име остаје једно од најпрепознатљивијих у пантеону црногорских зеленаша.